# Bohèmia (modernisme)
La bohèmia fou un estil de vida idealista, aplicat a començaments de segle xx, el tema del qual és la recreació aplicada a la literatura que va néixer a la regió txeca de la Bohèmia. Encara que aquesta nova forma de vida tingui el seu origen en aquesta regió del centre d'Europa, la bohèmia es va expandir per arreu dels territoris europeus, entre els quals destaquen França, Catalunya i la resta d'Espanya.
En el modernisme català es poden trobar dos subgèneres que són: el Regeneracionisme o Vitalisme i l'Esteticisme o Decadentisme.
L'Esteticisme engloba aquells artistes que opinen que la modernització i l'europeïtzació de la cultura catalana no només s'ha de dur a terme en aspectes polítics i socials, sinó que també s'ha d'estendre a un sentit purament estètic. En aquest grup hi destaquen dos autors, que són Ramon Casas i Santiago Rusiñol. Els esteticistes creien que l'artista era superior a la resta de la societat perquè vivia dedicant-se a la creació de la bellesa.
Pel que fa als corrents Esteticistes o Decadentistes hi sorgiren les anomenades bohèmia daurada o rosa, i la bohèmia negre.
- Bohèmia daurada o rosa: en aquest grup s'hi trobaria a aquells artistes, descendents de la burgesia catalana, que es podien permetre viure de l'art sense cap problema referent a l'aspecte econòmic. Un exemple d'artista d'aquest grup seria Santiago Rusiñol.
- Bohèmia negra: comprèn a aquells artistes que normalment es trobaven inadaptats al medi urbà i sense cap suport econòmic, això provocava que sovint haguessin de malviure fent feines poc remunerades que, al mateix temps no els permetien viure de la seva passió, que era l'art.